# サン・ジェーミニ
サン・ジェーミニ（伊: San Gemini）は、イタリア共和国ウンブリア州テルニ県にある、人口約4,700人の基礎自治体（コムーネ）。

## 地理

### 位置・広がり
テルニ県南東部のコムーネ。

#### 隣接コムーネ
隣接するコムーネは以下の通り。
- モンテカストリッリ
- ナルニ
- テルニ

### 気候分類・地震分類
サン・ジェーミニにおけるイタリアの気候分類 (it) および度日は、zona D, 1978 GGである。
また、イタリアの地震リスク階級 (it) では、zona 2 (sismicità media) に分類される。

## 行政

### 分離集落
サン・ジェーミニには以下の分離集落（フラツィオーネ）がある。
- Acquavogliera, Collepizzuto, Quadrelletto, Sangemini Fonte, Poggio Azzuano

## 文化・観光
「スローシティ」加盟都市、「イタリアの最も美しい村」クラブ加盟コムーネである。